# Stempelglans

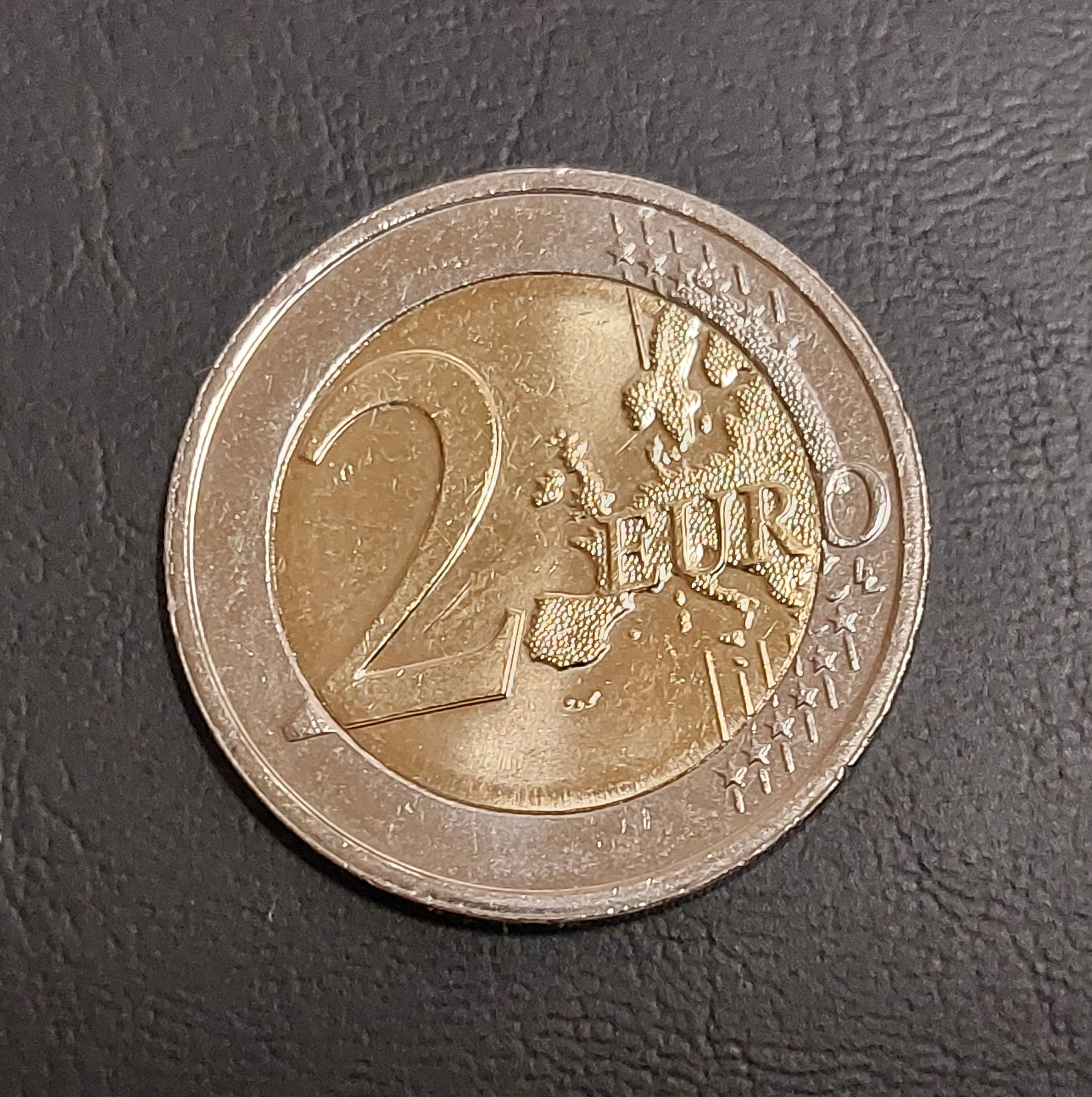
Circulatiemunt van 2 euro uit de handel met stempelglans. Kegelsnede met matte glans duidelijk merkbaar in het midden.

De stempelglans is een glanzend effect dat ontstaat tussen muntplaatje en muntstempel tijdens het muntproces. Het is een kegelsnede-achtige matte glans die lijkt rond te draaien wanneer het muntstuk (tussen duim en wijsvinger) in losse pols wordt bewogen. Dit fenomeen is in het Engels bekend onder de naam 'mint luster', 'mint bloom' of 'cartwheel effect'. In het Frans is het bekend als 'Fleur de coin', wat 'bloem van de stempel' betekent.

## Mechanische spanning
Muntplaatjes of rondellen worden gereinigd en naargelang het gewenste effect gepolijst. De glans die hieruit voortvloeit is niet de stempelglans maar het blinkend veld van het metaal. Het is pas na het slaan dat de stempelglans erop verschijnt. Het metaal krijgt door de grote drukkracht mechanische spanning te verwerken die vanuit het midden naar de buitencirkel wordt uitgezet, waardoor kleine spanningslijnen ontstaan. Deze spanningslijnen uiten zich als stempelglans.

## Diversiteit
De zichtbaarheid van de stempelglans hangt af van de muntslagkwaliteit waarin muntstukken worden geslagen. Het verschil bij circulatiemunten en verzamelaarsmunten zijn uiteenlopend:
| Muntslag               | Stempel gepolijst | Stempel gezandstraald | Muntplaatje gepolijst | Kenmerken |
| ---------------------- | ----------------- | --------------------- | --------------------- | --- |
| Circulatiemunt         | neen              | neen                  | neen                  | Muntplaatje wordt enkel gewassen en grondig ontvet. Hierdoor ontstaat het meeste contrast tussen metaal en stempelglans. Typisch matte kegelsnede.                                     |
| Brilliant Uncirculated | volledig          | neen                  | glanzend              | Het muntplaatje heeft een glanzende achtergrond waardoor de stempelglans minder merkbaar is. Het is eerder een glanzende kegelsnede.                                                   |
| Prooflike              | deels             | ja                    | glanzend              | Het muntplaatje heeft een zachte glanzende achtergrond met een mat reliëf. De stempelglans is alleen zichtbaar in het fond.                                                            |
| Proof                  | deels (fond)      | ja (reliëf)           | spiegelend            | Proofmuntstukken hebben een spiegelende weergave in het fond met een intens mat reliëf. Daardoor vertonen ze geen stempelglans maar een gepolijste stempel.                            |
| Reverse Proof          | deels (reliëf)    | ja (fond)             | spiegelend            | Reverse proofmuntstukken hebben een spiegelende weergave in het reliëf met een intens matte achtergrond. Daardoor vertonen ze geen stempelglans maar de omgekeerde gepolijste stempel. |

## Slijtage
Er zijn verschillende redenen waarom de stempelglans kan vervagen, vervormen of niet tot het gewenste effect leidt:
- Geslagen met te zwakke drukkracht
- Overpolijsten van muntstempels
- Hoogglanzend polijsten van muntplaatjes[7]
- De stempel is versleten en moet opnieuw worden gepolijst
- De munt werd te lang ondergedompeld in het goud -of zilverbad, of niet genoeg afgespoeld onder stromend water
- Het muntstuk zelf polijsten of fout poetsen
- Slijtage door in de handel te komen
- Te veel van plaats verleggen zonder bescherming